# Tlahab Kidul
Tlahab Kidul is een bestuurslaag in het regentschap Purbalingga van de provincie Midden-Java, Indonesië. Tlahab Kidul telt 4681 inwoners (volkstelling 2010).